# Języki wołżańskie
Języki wołżańskie, określane też jako języki: wołżańsko-fińskie, fińsko-maryjskie lub fińsko-czeremiskie – grupa językowa w obrębie uralskiej rodziny językowej. 
Języki wołżańskie obejmują:
- język maryjski (czeremiski)
- język mordwiński
  - język erzja
  - język moksza
- wymarłe języki wołżańskie
  - język meria
  - język mieszczerski
  - język muromski

Niekiedy do tej grupy zaliczane są też języki lapońskie.